# Vaccinium oblongum
Vaccinium oblongum är en ljungväxtart som beskrevs av Charles Henry Wright. Vaccinium oblongum ingår i Blåbärssläktet, och familjen ljungväxter. Inga underarter finns listade i Catalogue of Life.